# ГД Шавеш
Групо Дешпортиво де Шавеш (на португалски: Grupo Desportivo de Chaves), известен просто като Шавеш, е португалски футболен клуб от град Шавеш и се състезава в Примейра Лига.

## История
Клубът е основан на 27 септември 1949 г. и играе домакинските си срещи на Ещадио Мунисипал де Шавеш. Екипът на отбора е в червено и синьо вертикално райе, сини гащета и чорапи. Има изиграни 13 сезона в елитната Португалска лига, като най-големите му успехи са през сезон 1986 – 87 и 1989 – 90, когато на два пъти завършва на 5-о място. През сезон 1987/88 записват първото си и единствено участие в турнира за Купата на Уефа. В първия кръг отстраняват румънския Университатя Крайова, но във втория отпадат от унгарския Хонвед. Сегашният стадион на клуба приема много от домакинствата на младежкия нац. отбор на Португалия. На него дебютът си с националния екип прави звездата на португалския футбол Кристиано Роналдо.

## Успехи
- Лига Сагреш / Примейра лига
  - 5-о място (2): 1986/87, 1989/90
- Купа на Португалия:
  -  Финалист (1): 2009/10
- Лига де Онра: (2 лига)
  -  Второ място (1): 2015/16
- Португалска втора дивизия: (3 лига)
  -  Шампион (2): 2008/09, 2012/13

## Известни бивши футболисти
- Жоао Алвеш
- Антони Да Силва - Тони

## Български футболисти
- Радослав Здравков: 1986/89 - (100 мача - 43 гола)
- Георги Славков: 1987/92 - (89 мача - 15 гола)
- Лъчезар Танев: 1989:90 - (36 мача - 9 гола)
- Марин Бакалов : 1992/93 - (21 мача - 2 гола)
- Благо Александров: 1995 (есен) - (12 мача - 4 гола)
- Преслав Гетов : 1995/96 - (0 мача - 0 гола)
- Николай Станчев: 1999 (наем) - (7 мача - 0 гола)
- Пламен Тимнев: 1999 - (12 мача - 5 гола)
- Данчо Йоргов

## Бивши треньори
- Венцислав Арсов (помощник)